# 吕村 (埃纳省)
吕村（法語：Lhuys）是法国皮卡第大区埃纳省的一个市镇，属于苏瓦松区布赖讷县。该市镇2009年时的人口为141人。

## 人口
吕村人口变化图示
| 数据来源：INSEE |